# Gymnaestrada 2011
La Gymnaestrada 2011 est une manifestation internationale de gymnastique qui s'est tenue en 2011 à Lausanne

## Histoire
En 2006 à Kuala Lumpur Lausanne a été choisie par la fédération internationale de gymnastique. Lausanne se présentait face à Amsterdam et Bruxelles.
55 nations se sont réunies pour présenter plus de 600 heures de productions sur 15 sites différents. La Suisse, avec 3 400 et l’Allemagne avec 180 ont représenté les plus grandes délégations. L’Uruguay, la Mongolie, le Kazakhstan, le Sénégal et l'Algérie participent pour la première fois à cet événement